# Lauretta de Saarbrücken
Lauretta de Saarbrücken (m. 1271), fue una condesa soberana reinante de Saarbrücken desde 1233 hasta 1271.
Después de la muerte de su hijo Dietrich en 1227, su padre eligió heredera a Lauretta, como condesa de Saarbrücken, con una afirmación oficial con el obispo de Metz, y entregó parte del condado a cada una de las hijas (mencionando "Joffroi d'Aspremont, Lorate, Mahaus & Jehane"). Ella sucedió a Simón como la condesa de Saarbrücken a su muerte en 1233.
Se casó dos veces: primero a Godofredo II de Aspremont (m. 1250), hijo de Golberto VI de Apremont y en segundo lugar en 1252 a Dietrich I Luf de Cléveris (de) (c.1228 - 1277), un hijo menor de Dietrich V (?), conde de Cléveris (1185 - 1260).
Ambos maridos fueron considerados condes jure uxoris desde 1243 a 1259 cuando Dietrich regresó a Cléveris (Kleve). Loretta y Dietrich tuvieron una hija, Richardis (m. después de 1326), que no estaba aún casada, y Loretta permitió a su hermana Matilde heredar el condado.
Richardis se casó en 1285 con Gerlach II (n. antes de 1325) Herr de Dollendorf y Kronenburg, probablemente hijo de Gerlach I de Dollendorf, y tuvieron al menos un hijo.